# 图瓦雷特-夸西亚
图瓦雷特-夸西亚（法語：Thoirette-Coisia，法語發音：[twaʁɛt kwazja]）是法国汝拉省的一个市镇，属于隆斯勒索涅区。该市镇于2017年由原市镇图瓦雷特和夸西亚合并而成，行政中心位于图瓦雷特。

## 地理
图瓦雷特-夸西亚（46°16'19"N, 5°32'0"E）面积15.5 平方千米，位于法国勃艮第-弗朗什-孔泰大區汝拉省，该省份为法国东部内陆省份，北起上索恩省，西北接科多尔省，西临索恩-卢瓦尔省，南至安省，东与杜省和瑞士接壤。
与图瓦雷特-夸西亚接壤的市镇（或旧市镇、城区）包括：科尔韦西亚、阿罗马、科尔诺、韦斯克勒、孔德、多尔唐、萨莫尼亚、马塔弗隆-格朗日、沃布勒-瓦尔凡、瓦卢斯河畔圣伊姆蒂耶尔、孔德。
图瓦雷特-夸西亚的时区为UTC+01:00、UTC+02:00（夏令时）。

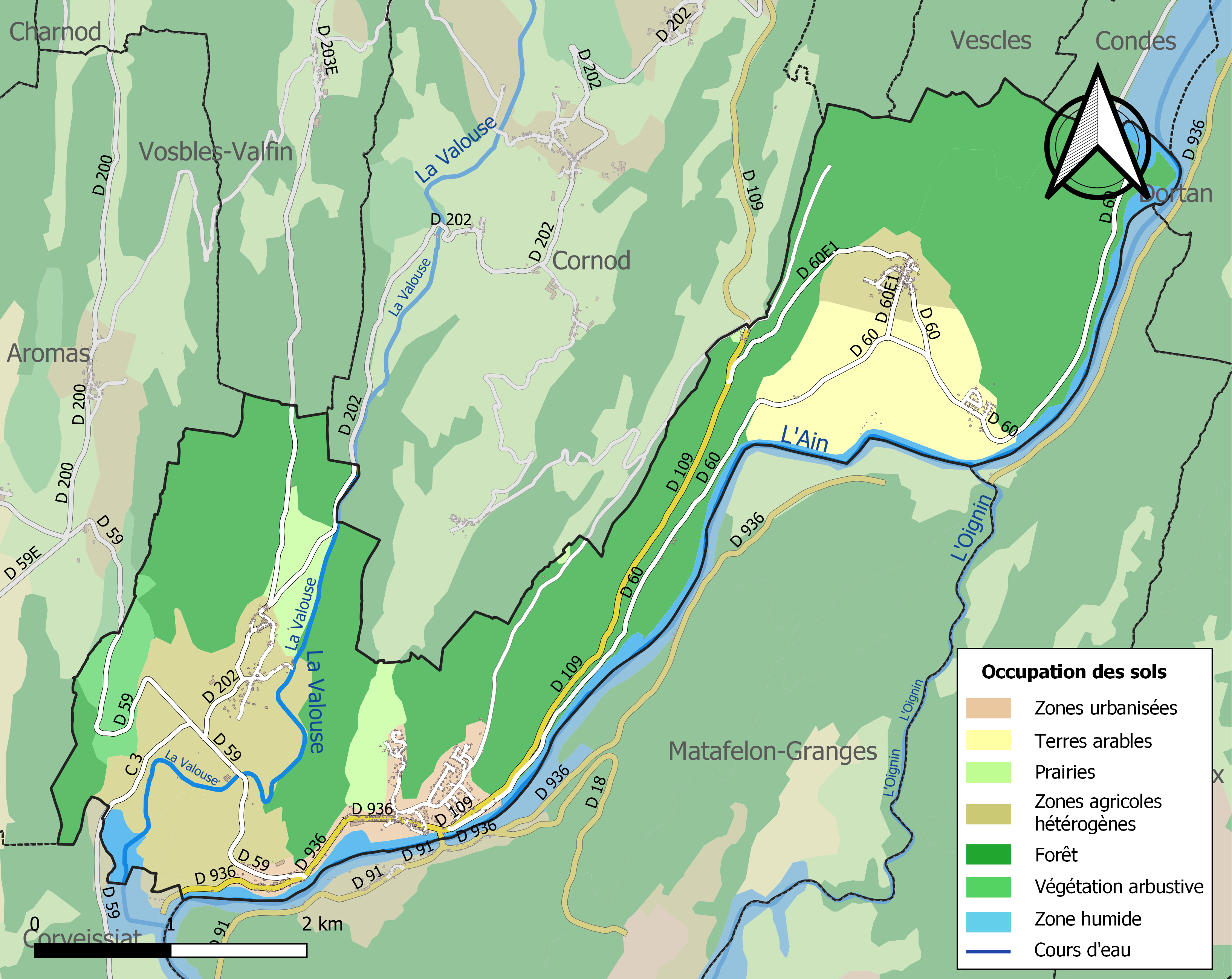
图瓦雷特-夸西亚的OSM定位图

## 行政
图瓦雷特-夸西亚的邮政编码为39240，INSEE市镇编码为39530。

## 政治
图瓦雷特-夸西亚所属的省级选区为穆瓦朗昂蒙塔涅县。

## 人口
图瓦雷特-夸西亚于2022年1月1日时的人口数量为816人。